# تواون (إهيمه)
مدينة تواون (بالإنجليزية: Tōon)‏ هي أحد المدن التابعة لولاية إهيمه. تأسست رسميًا في 21/09/2004. ويقدر عدد سكانها بـ 35517 نسمة حسب تقدير مكتب الإحصاء الياباني لعام 2012. تبلغ مساحة تواون 211.45 كم2. بكثافة سكانية تبلغ 168 نسمة/كم2.

## توأمة
لتواون (إهيمه) اتفاقيات توأمة مع:
- ماروغامه